# Varaville
Varaville è un comune francese di 1 019 abitanti situato nel dipartimento del Calvados nella regione della Normandia.

## Storia

### Simboli
Varaville non ha adottato uno stemma. In rete è presente un'immagine (di rosso, a due leopardi d'oro, uno sull'altro) associata al comune ma non si tratta di un emblema ufficiale.

## Società

### Evoluzione demografica
Abitanti censiti